# Francisco Javier de Elizalde y Laínez
Francisco Javier de Elizalde y Laínez (San Fernando, Cádiz, 14 de julio de 1912 – Cartagena, 30 de noviembre de 2005) fue un militar y almirante español, jefe de la Base Naval de Rota, comandante general del Arsenal de la Carraca, (Cádiz), comandante general de la Flota que terminó su carrera como capitán general de la zona marítima del Mediterráneo durante la transición (1975-1978). Participó en la Guerra Civil de 1936 y en la Guerra de Ifni de 1957. Recibió la Cruz y Gran Cruz del Mérito Militar.

## Carrera militar
Fue soldado de Infantería de Marina, desde marzo de 1929 a septiembre de 1930.
Ese mismo año, inició su carrera castrense ingresando en la Escuela Naval Militar de San Fernando, en la misma promoción que Juan de Borbón, conde de Barcelona. El 28 de octubre prestó juramento de fidelidad a la bandera, en acto presidido por S.M. el rey Alfonso XIII.
Se especializó en submarinos, torpedos y minas y fue piloto de helicópteros.

### Embarques
Como alférez de navío embarcó en 1936 a bordo del acorazado España -Ex-Alfonso XIII- apodado El Abuelo, que fue hundido por una mina durante la guerra civil el 30 de abril de 1937, frente a la costa del cabo Galizano, cerca de Santander.

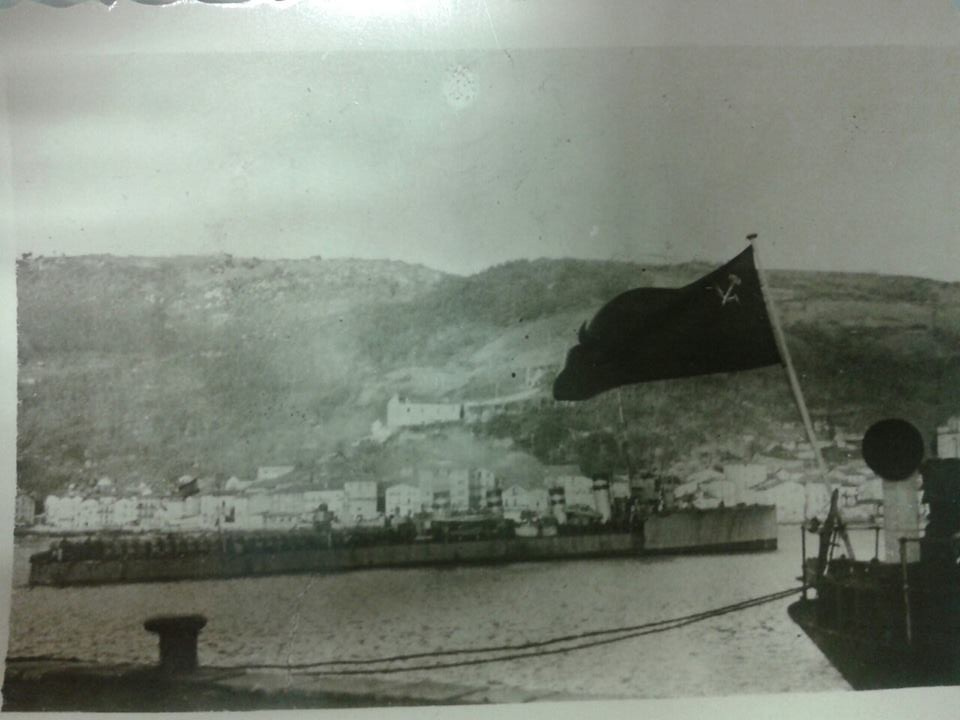
El destructor Velasco, en el puerto de Pasajes, habiendo apresado el Smidovich en 1937.

Fue ascendido a teniente de navío, y embarcó en septiembre de 1937 en el destructor Velasco, hasta el final de la Guerra civil en 1939. Participó en el apresamiento del buque ruso Smidovitch.
Terminada la guerra, embarcó en el destructor Lepanto, participando en el fatídico abordaje del submarino C-4, el 27 de junio de 1946.

### Mandos
Su primer mando, del 28 de mayo al 9 de octubre de 1937, fue el Dragaminas Póllux. Posteriormente, estuvo al mando de los
Submarinos de construcción italiana General Sanjurjo, del 30 de abril de 1947 al 4 de febrero de 1949 y General Mola, del 12 de diciembre de 1952 al 1 de septiembre de 1954, con el empleo de capitán de corbeta.
Posteriormente, ostentó el mando de los destructores Almirante Miranda y Almirante Valdés, con el empleo de capitán de fragata.

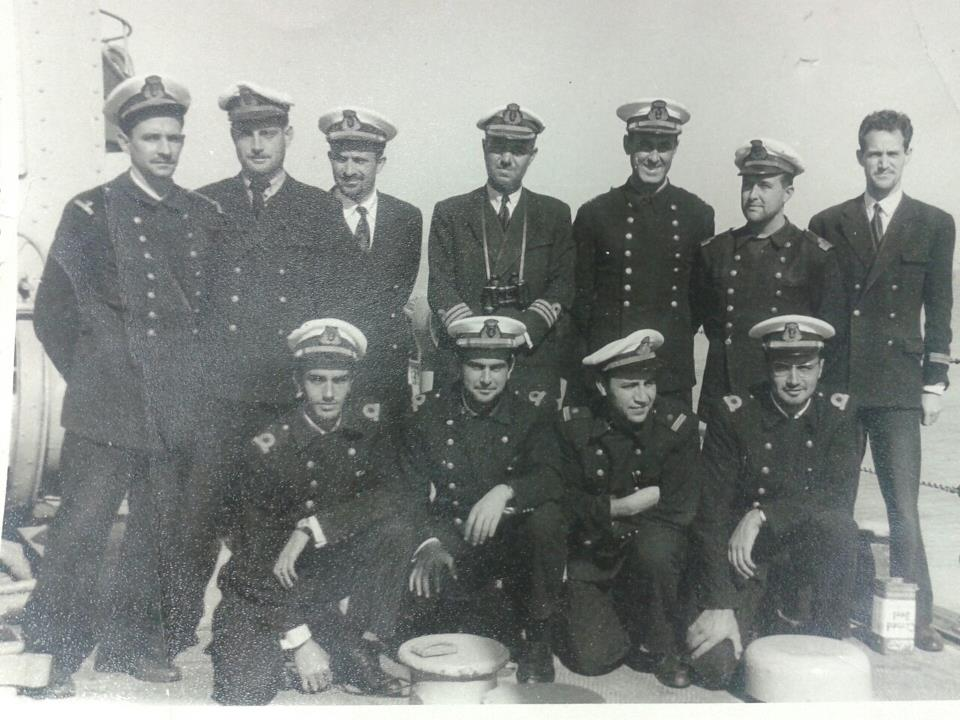
Francisco Javier de Elizalde y Laínez, Capitán de Fragata, comandante del destructor "Almirante Miranda", en el centro de la fila superior, con la oficialidad del barco. Agadir, diciembre de 1957

Era comandante del Almirante Miranda en el transcurso de la Guerra de Ifni, el 7 de diciembre de 1957; la flota al mando del almirante Pedro Nieto Antúnez compuesta por el crucero Canarias, el crucero Méndez Núñez y los cinco destructores  Churruca Almirante Miranda, Escaño, Gravina y José Luis Díez de la Clase Churruca realizó una demostración de fuerza para intimidar al Gobierno de Marruecos. Se apostaron en zafarrancho de combate frente al puerto de Agadir y apuntaron con sus piezas diversos objetivos de dicho puerto, sin disparar, contra la ciudad.
Esta acción, provocó que se suspendiera el ataque de las fuerzas marroquíes sobre Ifni. Por su actuación al mando del Almirante Miranda, fue condecorado con la medalla de la campaña Sidi Ifni-Sahara. De esta época también es la gran amistad que lo unió con el almirante Antúnez.
Posteriormente, tuvo el mando del Almirante Valdés (D-23) de la Clase Lepanto del que fue primer mando en la Armada Española.
Como capitán de fragata, estuvo al mando del Buque escuela Juan Sebastián Elcano desde el 6 de agosto de 1963 hasta el 18 de noviembre de 1964. Ese año, el buque participó en la Lisboa-Bermudas, primera de las regatas transoceánicas en las que ha participado el buque escuela, quedando en cuarta posición debido a los vientos flojos predominantes.
Ascendido a capitán de navío, fue el primer comandante del portahelicópteros Dédalo tras su entrega a la Armada Española en Filadelfia, desde donde zarpó al mando de este buque para cruzar el atlántico y arribar a la base naval de Rota el 20 de diciembre de 1967. Por este servicio, el 16 de abril de 1968 fue recibido en audiencia por el jefe de Estado, Francisco Franco, en el Palacio Real de El Pardo.
El 30 de agosto de 1968, recibió la Cruz del Mérito Naval con distintivo blanco de tercera clase en atención a los méritos contraídos con motivo de la celebración de la II Semana Naval de Santander, realizada entre los días 3 y 9 de julio de 1968.

#### Otros servicios
Fue comandante de Marina de la isla de Alborán en 1943.
Realizó varios cursos en la escuela de sónar de Estados Unidos y en la escuela de guerra naval. Así mismo fue profesor de la escuela naval militar, subdirector de la escuela de submarinos, ayudante mayor del Arsenal de El Ferrol, segundo jefe de los servicios submarinos de la ZM del Mediterráneo, secretario del arsenal y jefe de defensa submarina de Cartagena, segundo jefe de la base naval de Rota y jefe del Estado Mayor de la flotilla de submarinos.
En 1965, por orden ministerial y como capitán de navío, fue presidente de la junta de inspección de las obras del helipuerto de Rota.

### Contraalmirante
Ascendió el 29 de octubre de 1969 a contraalmirante y recibió el nombramiento de comandante de la base naval de Rota. El 2 de marzo de 1971, asistió en Matagorda (Cádiz) a la botadura del buque Magdalena del Mar.
El 18 de mayo de 1971, asistió en calidad de contraalmirante comandante jefe del Arsenal de la Carraca, al congreso conmemorativo del 50 aniversario de la fundación del polígono de tiro de San Fernando. En noviembre de ese mismo año, recibió en el arsenal de la Carraca al ministro de trabajo Licinio de la Fuente, de visita a las instalaciones para los cursos de promoción profesional de la marina.

### Vicealmirante
Fue ascendido a vicealmirante el 18 de mayo de 1972, mediante decreto de Francisco Franco y confirmado en su destino de comandante general del Arsenal de La Carraca, en Cádiz.
El 2 de julio de 1973, le fue concedida la condecoración Cecilio Acosta en su primera clase, de Venezuela, Estado Miranda, "como merecido y justo reconocimiento a los servicios prestados al estado", por facilitar los estudios y exhumación de los posibles restos del General Miranda.
Durante el verano de 1973, siguió ejerciendo labores de representación tanto de Comandante del Arsenal, como de segundo comandante de la zona marítima del Estrecho. El 18 de junio, presidió en San Fernando, la V Semana deportiva de la Marina, recibiendo honores de ordenanza y pasando revista a los participantes. El 22 de junio, asistió a la inauguración del paseo marítimo de Valdelagrana y al nombramiento de Luis Caballero Renillo como hijo adoptivo del Puerto de Santa María, en virtud de su cargo como segundo comandante general de la zona marítima del estrecho. El 29 del mismo mes, acudió en representación de la Armada a la botadura del petrolero Amoco Singapore
El 17 de agosto de 1973, fue nombrado comandante general de la Flota, con destino en El Ferrol, en donde coordinó con éxito durante febrero de 1974, las maniobras militares hispano-francesas Escuadra 74.
Durante estas maniobras, el vicelmirante Elizalde, preocupado por el bienestar de sus conciudadanos, expresó que habían sido uno de los más importantes ejercicios combinados realizados en la mar entre las Marinas de Guerra francesa y española, con un alto grado de entendimiento en esos tiempos de Crisis Internacional. Los ciudadanos -dijo también- pueden tener la seguridad de que se ha restringido al máximo el uso de combustible, no gastándose una gota que no haya sido para adiestramiento de los buques en la mar.
Por los méritos contraídos como comandante general de la flota en la defensa, le fue concedida la Cruz y Gran Cruz del Mérito Militar con distintivo blanco, el 28 de marzo de 1974.
El 21 de junio de 1974, arboló su insignia de Comandante general de la flota a bordo del Canarias en su última entrada al puerto de Santa Cruz de Tenerife. Al mando del buque se encontraba el capitán de navío Feliciano Mayo Jaímez -comandante nº32 del "Canarias"- y fue escoltado por los destructores Marqués de la Ensenada, Lepanto, Almirante Ferrándiz y Alcalá Galiano.
El 15 de agosto de 1975 enarbolo insignia de comandante general de la Flota desde la fragata Baleares, en la demostracion Naval realizada frente a El Ferrol en honor al jefe del Estado. Participaron en esta demostracion además de la Baleares, la fragata Andalucía y los destructores Oquendo, Blas de Lezo, Marques de la Ensenada y Gravina.

### Almirante
El 27 de septiembre de 1975, ascendió a almirante y fue nombrado capitán general de la zona marítima del Mediterráneo, cargo que desempeñó hasta el 13 de julio de 1978.
El 2 de mayo de 1975, inauguró el Pabellón Municipal de Cartagena.

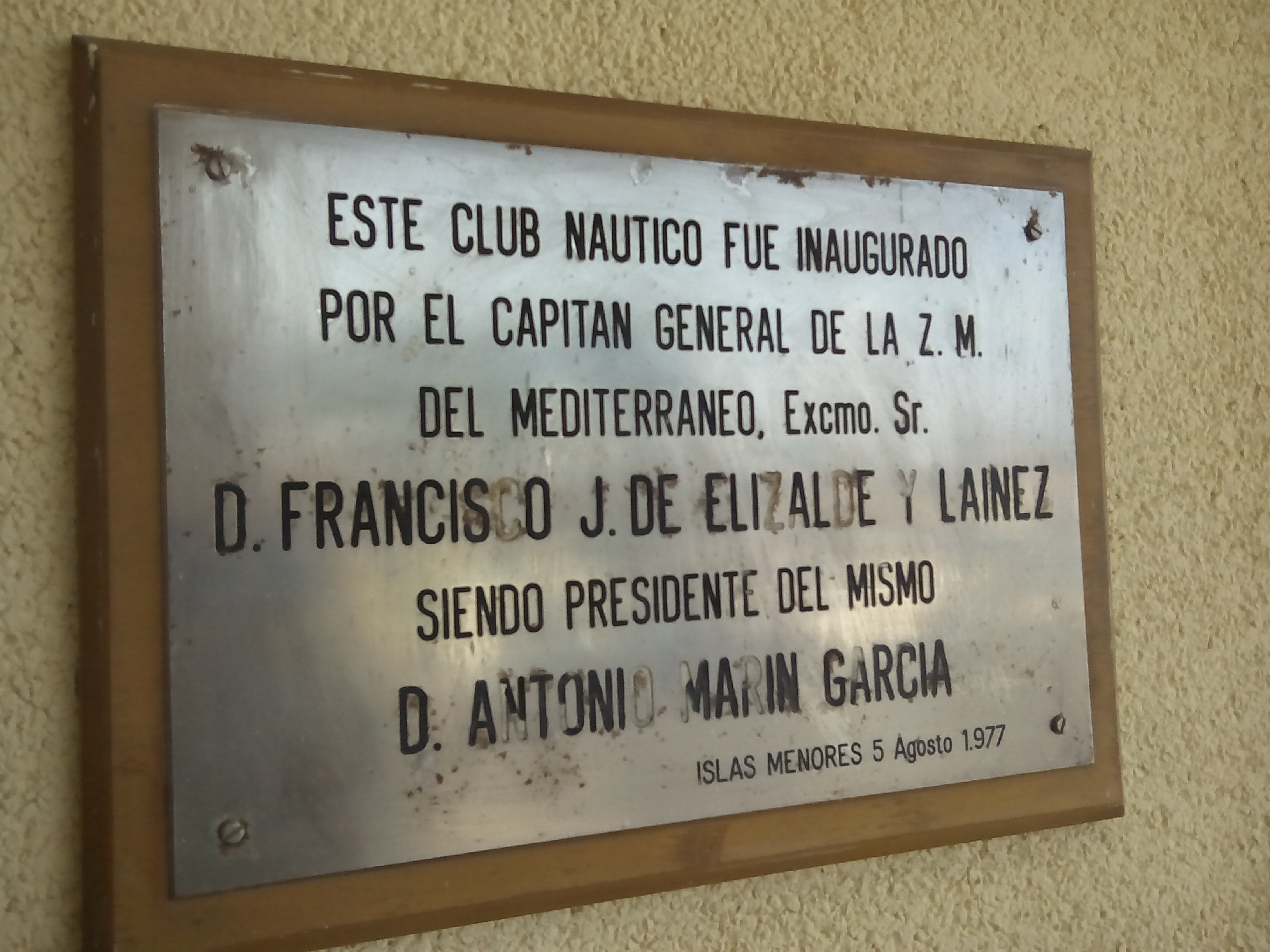
Placa de inauguración del Club Náutico de Islas Menores.

El día 15 de octubre de 1975, entregó el mando de la Comandancia General de la flota al Vicealmirante Luis Arevalo Pellut  y posteriormente, el día 23 de ese mismo mes, recibió un homenaje de despedida como comandante de la flota y numerosas muestras de cariño de los trabajadores de la Empresa Nacional Bazan, que allí trabajaban.
El 11 de marzo de 1976, fue recibido en el Palacio Real por el rey Juan Carlos I de Borbón en Audiencia.
El 8 de septiembre de 1976 participó en la reunión convocada por el presidente Adolfo Suárez a la que asistieron los consejos superiores de los tres ejércitos y en la que mostró su apoyo al proyecto de reforma política de transición a la democracia.
El 5 de agosto de 1977, inauguró el Club Náutico de Islas Menores, Cartagena.
El 14 de julio de 1978 pasó al Grupo B, y fue nombrado consejero militar del Consejo Supremo de Justicia Militar, en el ejercicio de cuyas funciones fue condecorado con la cruz, placa y la gran cruz de la Orden de San Hermenegildo.
El 21 de enero de 1982, pasó a la situación de Reserva Activa y el 14 de julio de 1982, a la de Segunda Reserva.

## Vida civil
- Fue Secretario General de la Empresa Nacional Bazán[35].
- Tras jubilarse, el almirante Elizalde fue nombrado Presidente Comarcal de la Caja de Ahorros de Alicante y Murcia.

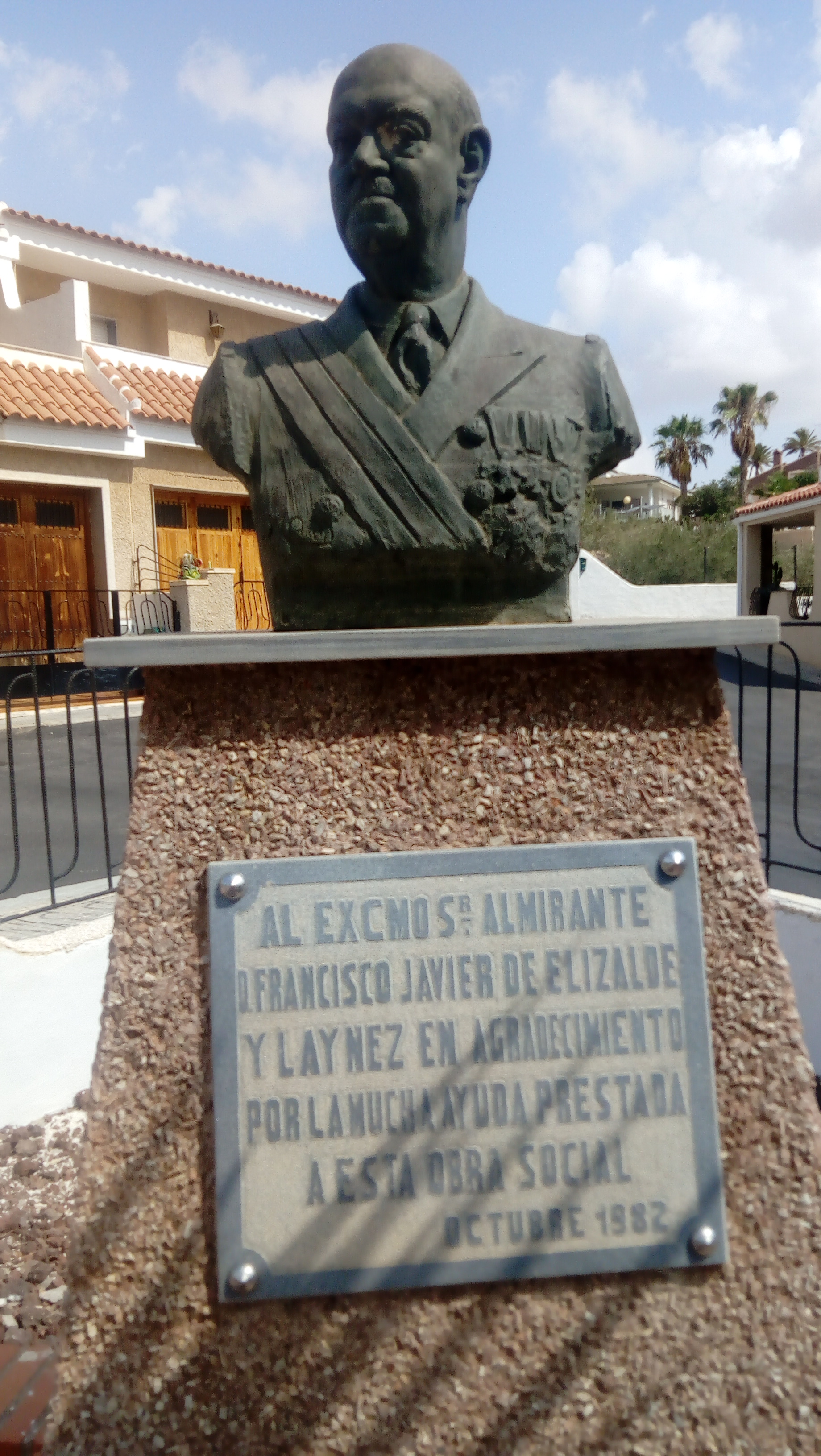
Busto del almirante Elizalde, situado en la Cooperativa Asdrúbal de Canteras (Cartagena).

Desde este cargo, desarrolló una labor humanitaria dirigida a personas que tenían problemas de vivienda. Fue un firme apoyo para los miembros de la Cooperativa de Viviendas Asdrúbal de Canteras (Cartagena), promovida por un grupo de trabajadores. En esta cooperativa, tiene dedicada a su nombre la Plaza del Almirante Elizalde, donde hay también un busto en bronce con su efigie.
Del mismo modo promovió la cesión de terrenos del Ministerio de Defensa para una cooperativa de suboficiales de Marina, llamada -"Casas de Elizalde"- que llevan el nombre en su honor y se sitúan en Cartagena (Murcia) y para el colegio de los Hermanos Maristas "La Sagrada Familia".

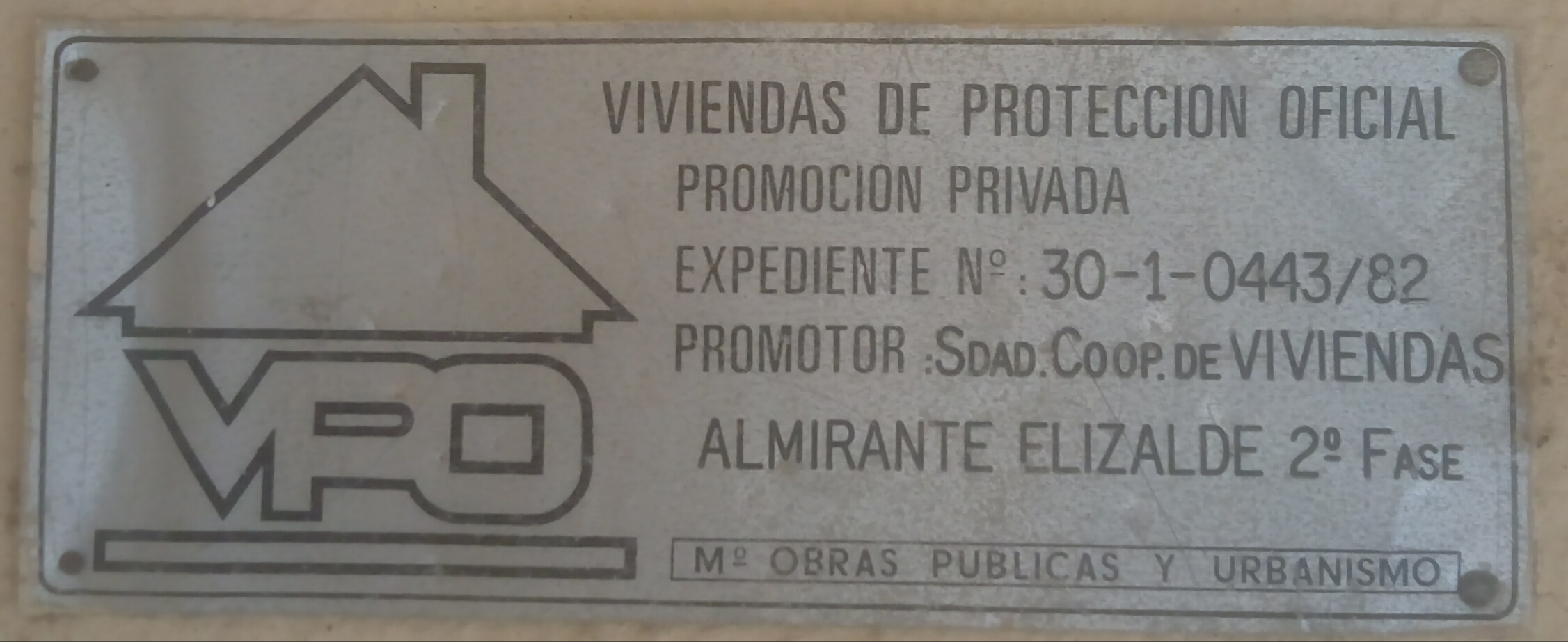
2.ª fase de las viviendas construidas en el barrio del Ensanche en Cartagena a su nombre.

Tiene a su nombre la Calle del Almirante Elizalde, en Cartagena.
En 1982 recibió el nombramiento de hijo adoptivo de Cartagena.
Declinó una oferta socialista, realizada por Enrique Múgica, al que le unía una buena amistad, para figurar como candidato independiente de la lista al Senado por la provincia de Murcia en las elecciones de 1982.
El Polideportivo Municipal de Los Urrutias (localidad de Cartagena), "Almirante Elizalde", lleva su nombre en su honor.
El 13 de julio de 1989, durante la ceremonia de despedida del portaaeronaves Dédalo, soltó su amarra de proa para así iniciar su viaje de vuelta a EE. UU. y tras ser cedido a antiguos marines, convertirse en museo flotante en Nueva Orleans.

## Obituario
Falleció en Cartagena, el 30 de noviembre de 2005 y está enterrado en la sección del Panteón de Marinos Ilustres del cementerio de Santa Lucía, de Cartagena.